# 블라니 돌

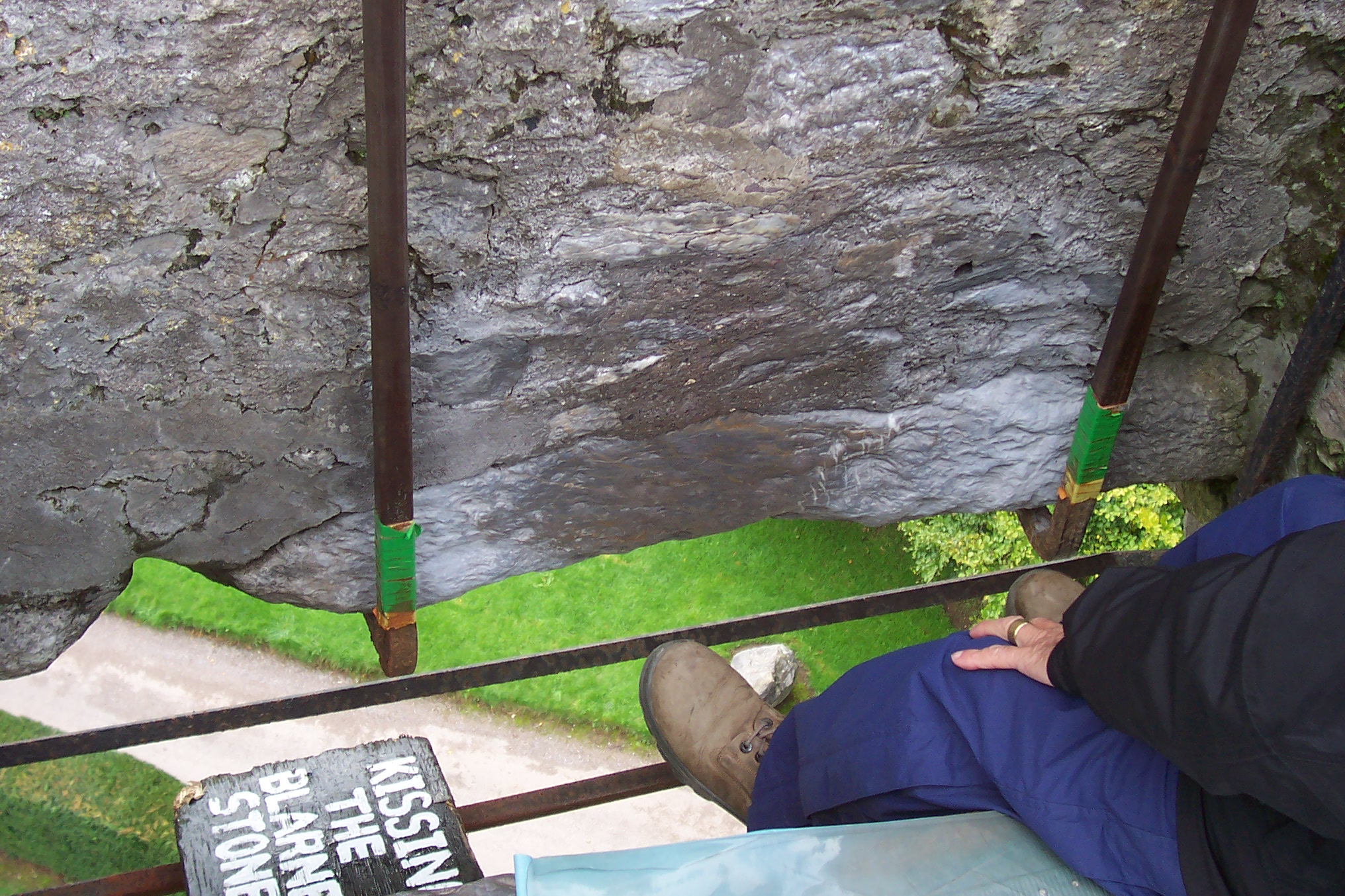
블라니 돌

블라니 돌(영어: Blarney Stone, 아일랜드어: Cloch na Blarnan)은 아일랜드 코크주 블라니 성 안에 있는 돌로, 입을 맞추면 달변 능력이 생긴다고 한다.